# Nationalpark Große Fatra
Der Nationalpark Große Fatra (slowakisch Národný park Veľká Fatra) ist ein slowakischer Nationalpark im Norden des Landes. Er erstreckt sich entlang des Hauptkammes der namensgebenden Großen Fatra. Das 1973 eingerichtete Landschaftsschutzgebiet wurde am 1. März 2002 zum Nationalpark umgewandelt, somit handelt es sich zusammen mit dem Nationalpark Slowakischer Karst um den neuesten der neun slowakischen Nationalparks.
Der Sitz der Verwaltung befindet sich in Vrútky.

## Geographie

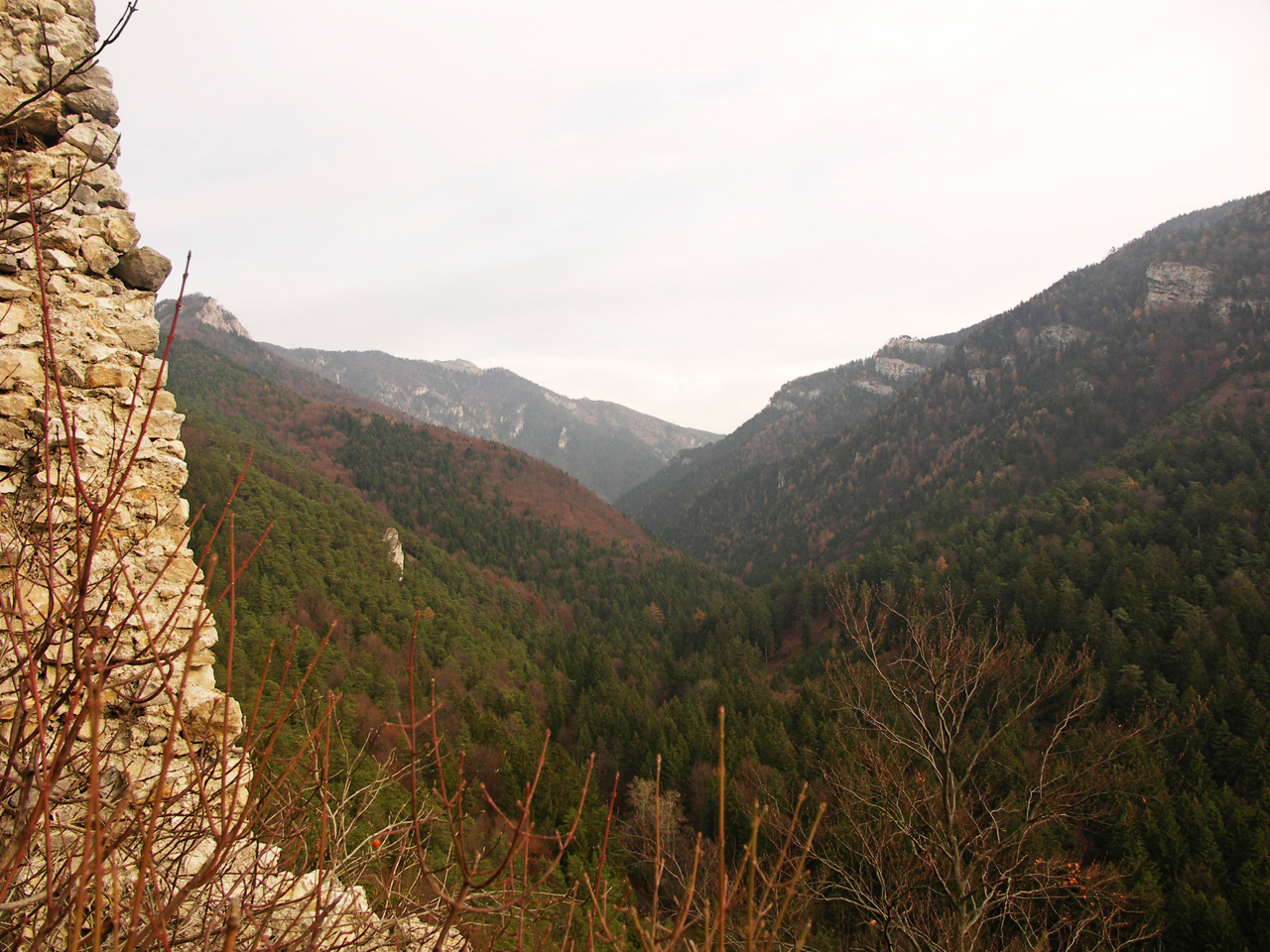
Das untere Ende des Tals Gaderská dolina, von den Ruinen der Burg Blatnica aus gesehen

Der Nationalpark liegt zumeist im politischen Bezirk Žilinský kraj (Okresy Martin, Ružomberok und Turčianske Teplice). Er bedeckt den gesamten Hauptkamm der Großen Fatra und trennt die historischen Landschaften Turz und Liptau voneinander. Kleinere Teile des Nationalparks liegen im Banskobystrický kraj (Okres Banská Bystrica), und bei Kraľovany reicht die Schutzzone bis zu einem winzigen Teil des Okres Dolný Kubín. Die Größe der Kernzone beträgt 403,71 km² und wird etwa durch die Ortschaften Ľubochňa, Liptovská Osada, Liptovské Revúce, Dolný Harmanec, Mošovce und Belá-Dulice begrenzt. Die Schutzzone ist 261,32 km² groß und bedeckt auch einen kleinen Teil des Kessels Turčianska kotlina und reicht bis zur Waag und Stadt Ružomberok im Norden. Insgesamt bedeckt der Park 665,03 km². 
Der höchste Berg ist der Ostredok mit 1596 m n.m. Bekannte Täler auf dem Gebiet des Nationalparks sind die Blatnická dolina, die Gaderská dolina und die Ľubochnianska dolina.

## Flora und Fauna
Fast 90 % des Nationalparks sind von Wäldern bedeckt. Es sind Vegetationsstufen vom Mischwald (Rotbuche und Eichen) bis zur Bergkiefer vertreten. In abgelegenen Bereichen herrschen bis heute urwaldähnliche Bedingungen. Die weitaus häufigsten Baumarten sind die Rotbuche, gefolgt von Fichten, Tannen, Kiefern und Ahornen. Im Nationalpark kann man für europäische Verhältnisse noch relativ viele Eiben finden, z. B. im Tal oberhalb der Gemeinde Harmanec. Die Eibe ist daher auch zum Symbol des Nationalparks auserwählt worden.
Endemiten beziehungsweise seltene Pflanzen im Nationalpark sind Dianthus nitidus (Gattung Nelken), Cyclamen fatricum (Gattung Alpenveilchen), Slawische Kuhschelle (Pulsatilla slavica), Tatra-Schwingel (Festuca tatrica), Karpaten-Soldanelle (Soldanella carpatica) oder Tatra-Horst-Segge (Carex sempervirens subsp. tatrorum). Häufig sind hingegen Narzissen-Windröschen (Anemone narcissiflora), Trollblumen (Trollius altissimus), Vogesen-Stiefmütterchen (Viola lutea), Orangerote Habichtskräuter (Pilosella aurantiaca) an den Wiesen anzutreffen. Auf den Gipfeln, Felsen, Abhängen u. ä. sind unter anderem Enziane, Primeln, Edelweiß, Schöteriche zu finden.
Im Nationalpark leben Braunbären, Luchse, Rothirsche, Rehe, Wölfe oder die Wildkatze, die gute Lebensbedingungen in den großen Wäldern und der relativ wenig berührten Natur finden. Höhlen bieten guten Quartiere für Fledermäuse. Auf den Felsen finden sich Horste von Steinadler, Wanderfalke, Kolkrabe und Uhu.

## Tourismus

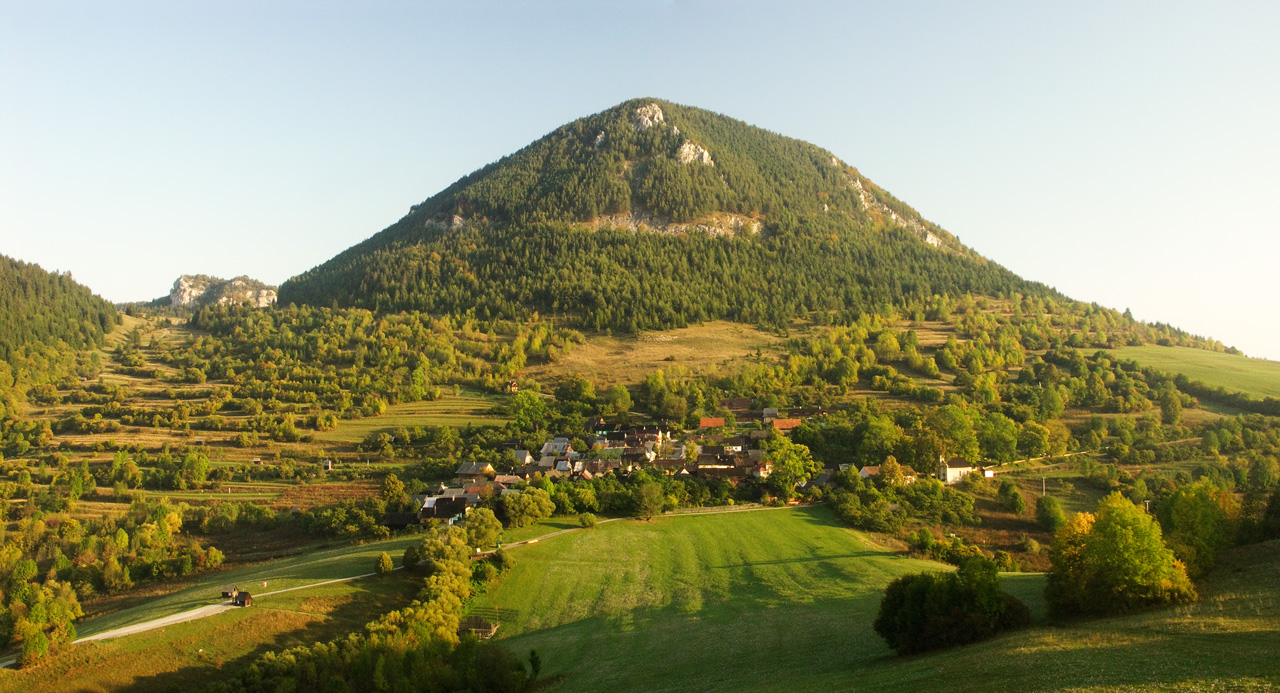
Das Dorf Vlkolínec unter dem Berg Sidorovo

Neben der Möglichkeit der Wanderungen in der Natur bestehen auch weitere Attraktionen: das Dorf Vlkolínec bei Ružomberok ist ein gutes Beispiel der erhaltenen Volksarchitektur und zählt seit 1993 zum UNESCO-Welterbe. Bekannte Skiorte sind Malinné Brdo (auch Malinô Brdo) bei Ružomberok und Donovaly.

## Besonderer Naturschutz

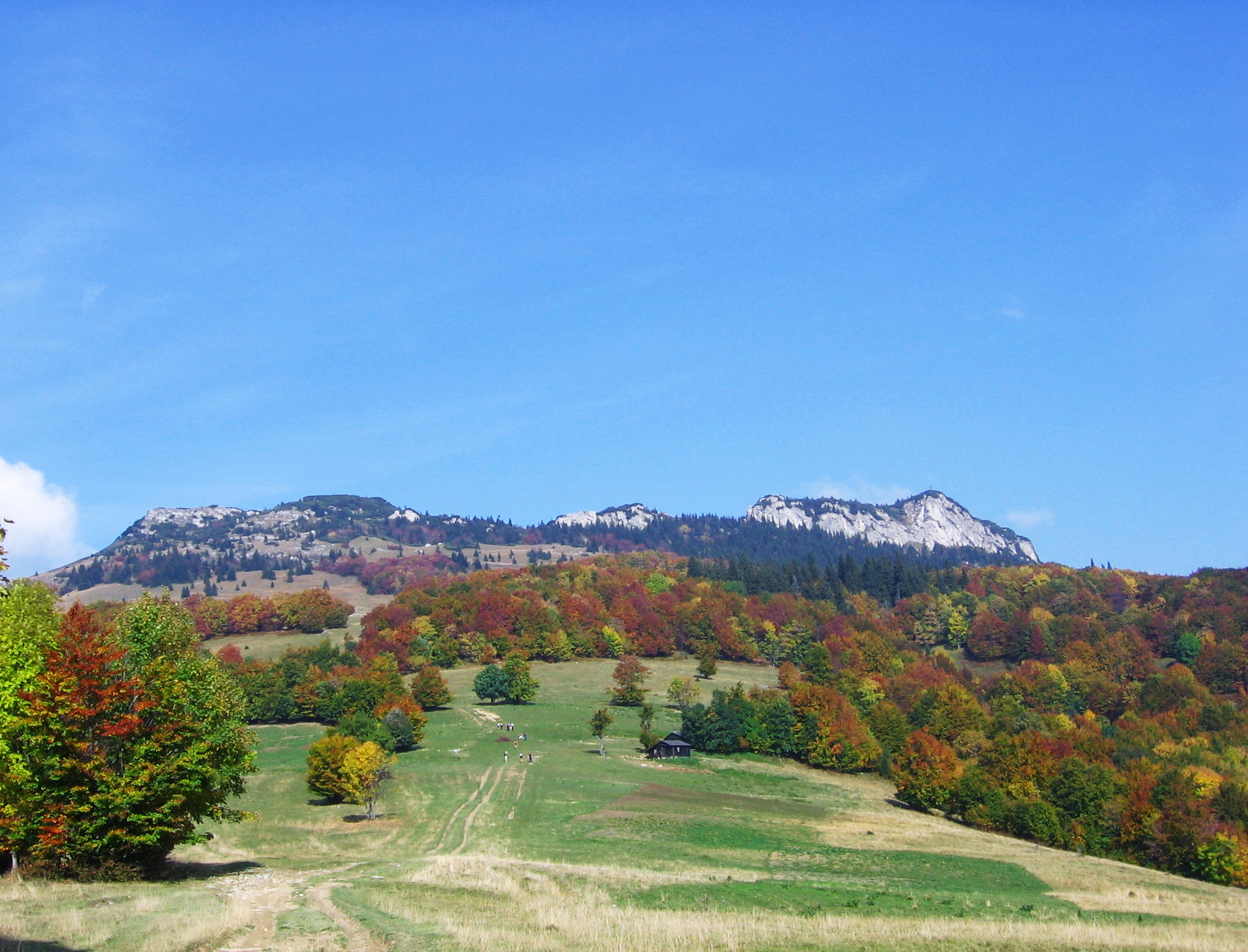
Der Berg Čierny kameň

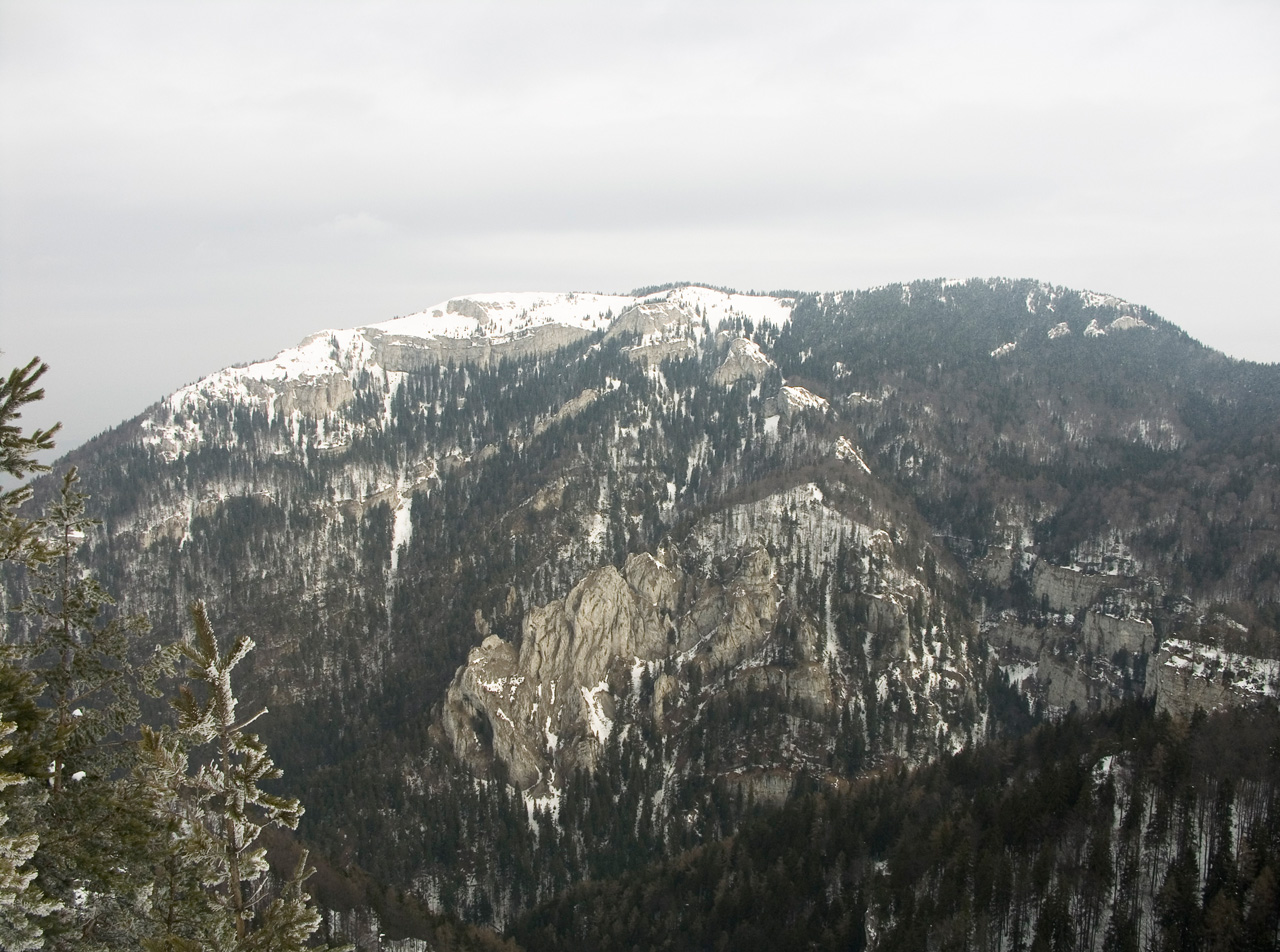
Der Berg Tlstá im Winter

- Národné prírodné rezervácie (NPR, Nationale Naturreservate)

| Borišov (449,74 ha, 1981) Čierny kameň (34,4 ha, 1964) Harmanecká tisina (20,04 ha, 1949) Jánošíkova kolkáreň (243,37 ha, 1964) Kornietová (84,05 ha, 1973) Kundračka (115,79 ha, 1973) Madačov (330,64 ha, 1984) | Padva (325,64 ha, 1972) Rakšianske rašelinisko (5,53 ha, 1984) Rumbáre (51,59 ha, 1973) Skalná Alpa (524,55 ha, 1964) Suchý vrch (71 ha, 1988) Tlstá (3066,04 ha, 1981) Veľká Skalná (645,23 ha, 1988) |

- Národné prírodné pamiatky (NPP, Nationale Naturdenkmale)

Perlová jaskyňa (seit 2001)
- Prírodné pamiatky (PP, Naturdenkmale)

Blatné (4,29 ha, 1990)
Majerova skala (8,84 ha, 1992)
Prielom Teplého potoka (20,94 ha, 1984)
- Prírodné rezervácie (PR, Naturreservate)

Biela skala (185,07 ha, 1993)
- Chránené areály (CHA, Geschützte Areale)

Dekretov porast (6,22 ha, 1999)
Krásno (127,91, 1996)